# Trichostigma
Trichostigma es un género con cinco especies de plantas fanerógamas perteneciente a la familia de las fitolacáceas. 

## Especies
- Trichostigma octandra
- Trichostigma octandrum (L.) H.Walter - bejuco de canastas, guacomaya, guaniquí de Cuba.[2]
- Trichostigma peruvianum
- Trichostigma polyandrum
- Trichostigma rivinoides